# 鳥松里
鳥松里是中華民國高雄市鳥松區的一個里，位於鳥松區中西部，西接大華里，北鄰夢裡里，東連坔埔里，東南為仁美里，南與鳳山區文德、文山、忠誠、鎮北四里為鄰。

## 歷史
昔日相傳此地有一棵五人環抱的大葉榕樹，被鄉民稱「鳥榕」，因為「榕」閩語發音與「松」相近，而且過往行人客商和里民時常在樹下休息、納涼，所以名為「鳥松腳」。清代屬鳳山縣赤山里轄區，包括埔占園、崎仔腳、頭崙、鳥松腳、大埤等聚落，日治時代實施州郡制後屬高雄州鳳山郡鳥松庄崎子腳、鳥松大字兩大字。民國時期因主要聚落為鳥松腳，改制合併鳥松、崎仔腳等為鳥松村。

## 景點
小貝湖位於鳥松村南端，澄清湖南側。別名「草潭」、「草埤仔」為茂草的深水坑之意。後因與澄清湖舊稱「大貝湖」對照，而有「小貝湖」之稱。周圍草叢在春、秋兩季，成為西伯利亞遷移到南洋的於鳥科鳥類及水鴨之中繼站。今已部分被填平，剩餘部分為今日的鳥松濕地公園。